# Lista okrętów United States Navy, N
W tej sekcji listy okrętów United States Navy wymienione są nazwy wszystkich okrętów United States Navy, których nazwa zaczyna się od N.
Aby zobaczyć wyłącznie listę okrętów obecnie pozostających w służbie — patrz Lista obecnie służących okrętów United States Navy
W przypadku okrętów, których nazwa została użyta jednokrotnie, link USS "Nazwa_okrętu" kieruje do artykułu o konkretnym okręcie. Jeżeli nazwy użyto kilkakrotnie, link USS "Nazwa_okrętu" kieruje do strony ujednoznaczniającej z krótkimi opisami poszczególnych okrętów, natomiast linki następujące po nazwie kierują do tych okrętów bezpośrednio.

## N-Na
- USS "N-1" (SS-53)
- USS "N-2" (SS-54)
- USS "N-3" (SS-55)
- USS "N-4" (SS-56)
- USS "N-5" (SS-57)
- USS "N-6" (SS-58)
- USS "N-7" (SS-59)
- USS "Nabigwon" (YTB-521)
- USS "Nacheninga" (YTB-520/YTM-520)
- USS "Nadli" (YTB-534/YTM-534)
- USS "Nahant" (1862, SP-1250, AN-83)
- USS "Nahasho" (YTB-535/YTM-535)
- USS "Nahma" (YFB-1, SP-771)
- USS "Nahoke" (YTB-536/YTM-536)
- USS "Nahunta" (1872)
- USS "Naiad" (1863)
- USS "Naifeh" (DE-352)
- USS "Naiwa" (SP-3512)
- USS "Najelda" (SP-277)
- USS "Nakarna" (YTB-393/YTM-393)
- USS "Namakagon" (AOG-53)
- USS "Namequa" (YT-331/YTB-331)
- USS "Namontack" (YN-46/YNT-14/YTB-738)
- USS "Nanigo" (YTB-537/YTM-537)
- USS "Nansemond" (1862, 1896)
- USS "Nansemond County" (LST-1064)
- USS "Nanshan" (AG-3)
- USS "Nantahala" (1918, AO-60)
- USS "Nantasket" (1867)
- USS "Nanticoke" (AOG-66)
- USS "Nantucket" (1863, 1907, PG-23/IX-18, SP-1153)
- USS "Naos" (AK-105)
- USS "Napa" (1862, AT-32, LPA-157)
- USS "Narada" (SP-161)
- USS "Narcissus" (1863, WAGL-238)
- USS "Narkeeta" (1891, YT-133)
- USS "Narragansett" (1859, SP-2196, YFB-1163, AT-88/ATF-88)
- USS "Narraguagas" (AOG-32)
- USS "Narwhal" (SS-17, SS-167(inne języki), SSN-671)
- USS "Nashawena" (AG-142)
- USS "Nashel" (YTB-538)
- USS "Nashira" (AK-85)
- USS "Nashua" (YTB-774)
- USS "Nashville" (PG-7, CL-43, LPD-13)
- USS "Nasornsee" (YBT-260)
- USS "Nassau" (CVE-16, LHA-4)
- USS "Nassuk Bay" (CVE-67)
- USS "Natahki" (YT-398)
- USS "Natalia" (SP-1251)
- USS "Natchaug" (AOG-54)
- USS "Natchez" (1827, AGS-3, PG-102)
- USS "Natchitoches" (YTB-799)
- USS "Nathan Hale" (SSBN-623)
- USS "Nathanael Greene" (SSBN-636)
- USS "Nathaniel Taylor" (1863)
- USS "Natick" (SP-570, TYB-760)
- USS "National Guard" (renamed "Guard")
- USS "Natoma" (SP-666)
- USS "Natoma Bay" (CVE-62)
- USS "Natoya" (SP-396)
- USS "Natrona" (APA214)
- USS "Naubuc" (1864, AN-84)
- USS "Naugatuck" (1862, WYT-92, YTM-753)
- USS "Naumkeag" (1863)
- USS "Nauset" (AT-89)
- USS "Nausett" (1865, YT-35, IX-190, ACM-15)
- USS "Naushon" (SP-517)
- USS "Nautilus" (1799, 1847, SS-29, SP-559, SS-168, SSN-571 pierwszy atomowy okręt podwodny)
- USS "Navajo" (AT-52, AT-64, ATA-211, ATF-169)
- USS "Navajo III" (SP-298)
- USS "Navarro" (LPA-215)
- USS "Navasota" (AO-106)
- USS "Navesink" (WYT-88)
- USS "Navigator" (SP-2225, ATA-203)
- USS "Navy Yard" (YFB-8)
- USS "Nawat" (YNT-23)
- USS "Nawona" (YTB-261)

## Ne
- USS "Neal A. Scott" (DE-769)
- USS "Nebraska" (1869, BB-14, SSBN-739)
- USS "Neches" (AO-5, AO-47, AOT-183)
- USS "Nedeva II" (SP-64)
- USS "Needle" (SP-649)
- USS "Needlefish" (SS-379)
- USS "Negwagon" (YT-188)
- USS "Nehenta Bay" (CVE-74)
- USS "Nelansu" (SP-610)
- USS "Nellie" (1881)
- USS "Nellie Jackson" (SP-1459)
- USS "Nelson" (DD-623)
- USS "Nemaha" (WSC-148)
- USS "Nemasket" (AOG-10)
- USS "Nemes" (SP-424)
- USS "Nemesis" (1869, SP-343, WPC-111)
- USS "Nenville" (LPA-227)
- USS "Neoga" (YTB-263)
- USS "Neokautah" (YTB-284)
- USS "Neomonni" (YT-349)
- USS "Neosho" (1863, AO-23, AO-48, AO-143)
- USS "Nepanet" (YT-189)
- USS "Nepenthe" (SP-112)
- USS "Neponset" (1918)
- USS "Neptune" (1869, AC-8, ARC-2)
- USS "Nereus" (1863, AC-10, AS-17)
- USS "Nerita" (SP-3028)
- USS "Nerka" (SS-380)
- USS "Nero" (AC-17)
- USS "Neshaminy" (1865)
- USS "Neshanic" (AO-71)
- USS "Neshoba" (APA-216)
- USS "Nespelen" (AOG-55)
- USS "Nestor" (ARB-6)
- USS "Nesutan" (YT-338)
- USS "Neswage" (YN-49)
- USS "Nettie" (SP-1436)
- USS "Nettle" (1814, 1862)
- USS "Neuendorf" (DE-200)
- USS "Neunzer" (DE-150)
- USS "Nevada" (BM-8, BB-36, SSBN-733)
- USS "Neville" (AP-16/APA-9)
- USS "New" (DD-818)
- USS "New Bedford" (PF-71)
- USS "New Berne" (1863)
- USS "New England" (1861, SP-1222)
- USS "New Era" (1862)
- USS "New Hampshire" (1864, BB-25, BB-70, SSN-778)
- USS "New Hanover" (AKA-73)
- USS "New Haven" (CL-76, CL-109)
- USS "New Ironsides" (1862)
- USS "New Jersey" (BB-16, BB-62)
- USS "New Kent" (APA-217)
- USS "New London" (1861)
- USS "New London County" (LST-1066)
- USS "New Mexico" (BB-40, SSN-779)
- USS "New National" (1862)
- USS "New Orleans" (CL-22, CA-32, LPH-11, LPD-18)
- USS "New Uncle Sam" (1862)
- USS "New York" (1776, 1800, 1820, CA-2, BB-34, LPD-21)
- USS "New York City" (SSN-696)
- USS "Newark" (C-1, CL-100, CL-108)
- USS "Newberry" (APA-158)
- USS "Newburgh" (1918)
- USS "Newcastle Victory" (AK-233)
- USS "Newcomb" (DD-586)
- USS "Newell" (DE-322)
- USS "Newman" (DE-205/APD-59)
- USS "Newman K. Perry" (DD-883)
- USS "Newport" (PG-12, PF-27, LST-1179)
- USS "Newport News" (CA-148, SSN-750)
- USS "Newton" (1918, IX-33)
- USS "Nezinscot" (1898)

## Ni
- USS "Niagara" (1813, 1855, 1898, SP-246, SP-263, SP-136, PG-52, APA-87)
- USS "Niagara Falls" (AFS-3)
- USS "Niantic" (CVE-46, YTB-781)
- USS "Niantic Victory" (AGM-6)
- USS "Niblack" (DD-424)
- USS "Nicholas" (DD-311, DD-449, FFG-47)
- USS "Nicholson" (TB-29, DD-52, DD-442, DD-982)
- USS "Nicollet" (AG-93)
- USS "Nields" (DD-616)
- USS "Nightingale" (1861, SP-523, AMc-18, AMc-149, YMS-290)
- USS "Nihoa" (YFB-17)
- USS "Niji" (SP-33)
- USS "Nike" (WPC-112)
- USS "Nimble" (AM-266, MSO-459)
- USS "Nimitz" (CVN-68)
- USS "Nina" (1864)
- USS "Niobe" (1869)
- USS "Niobrara" (AO-72)
- USS "Niphon" (1863)
- USS "Nipmuc" (ATF-157)
- USS "Nipsic" (1863)
- USS "Nirvana" (SP-706)
- USS "Nirvana II" (SP-204)
- USS "Nita" (1864)
- USS "Nitro" (AE-2, AE-23)
- USS "Nitze" (DDG-94)

## No
- USS "Noa" (DD-343/APD-24, DD-841)
- USS "Noble" (1861, APA-218)
- USS "Nodaway" (AOG-78)
- USS "Nogales" (YTB-777)
- USS "Noka" (YN-54)
- USS "Nokomis" (SP-609, YT-142)
- USS "Noma" (SP-131(inne języki))
- USS "Nomad" (SP-1046)
- USS "Nonata" (1846)
- USS "Nonpareil" (SP-370)
- USS "Nonsuch" (1813)
- USS "Noord Brabant" (1918)
- USS "Nootka" (YTB-508)
- USS "Nopatin" (SP-2195)
- USS "Norfolk" (1798, CA-137, DL-1, SSN-714)
- USS "Norfolk Packet" (1862)
- USS "Norlina" (1918)
- USS "Norma" (AK-86)
- USS "Norman Scott" (DD-690)
- USS "Normandie" (AP-53)
- USS "Normandy" (CG-60)
- USS "Normannia" (SP-756)
- USS "Norris" (DD-859)
- USS "North" (YFB-46)
- USS "North Carolina" (1820, ACR-12, BB-52, BB-55, SSN-777)
- USS "North Dakota" (BB-29)
- USS "North Pole" (SP-3791)
- USS "North Star" (WPG-59)
- USS "Northampton" (SP-670, CL/CA-26, CLC-1)
- USS "Northern Light" (AK-284)
- USS "Northern Pacific" (1917)
- USS "Northland" (WPG-49)
- USS "Norton Sound" (AVM-1)
- USS "Norwalk" (AK-279)
- USS "Norwich" (1812, 1861)
- USS "Notable" (AM-267, MSO-460)
- USS "Nottoway" (YT-18, ATA-183)
- USS "Nourmahal" (PG-72)
- USS "Noxubee" (AOG-56)

## NR-Ny
- USS "NR-1" (NR-1)
- USS "Nucleus" (AM-268)
- USS "Nueces" (APB-40)
- USS "Numa" (YTB-399)
- USS "Numitor" (ARL-17)
- USS "Nuthatch" (AM-60)
- USS "Nutmeg" (AN-33)
- USS "Nyack" (1863, YT-19)
- USS "Nyanza" (1863)
- USS "Nye County" (LST-1067)
- USS "Nymph" (1864)